# Jean Hagen

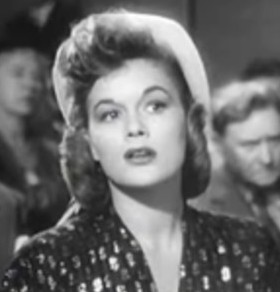
Hagen i sin debutfilm Adams revben 1949.

Jean Hagen, född Jean Shirley Verhagen 3 augusti 1923 i Chicago, död 29 augusti 1977 i Los Angeles, var en amerikansk skådespelare.

## Biografi
Hagen föddes i Chicago 1923. Hennes föräldrar var den nederländska immigranten Christian Verhagen och hans Chicagofödda fru Marie. Familjen flyttade till Elkhart, Indiana när Hagen var 12 år. Hon studerade drama och arbetade som dörrvaktmästare vid teatern innan hon gjorde sin Broadwaydebut i Another Part of the Forest 1946. I sin filmdebut spelade hon en femme fatale i Adams revben 1949.
I filmen I asfaltens djungel från 1950 fick Hagen sin första större roll och fina recensioner. Hon är dock bäst ihågkommen för sin komiska roll i Singin' in the Rain 1952. Som den fåfänga och talanglösa stumfilmstjärnan Lina Lamont fick Hagen en Oscarnominering för bästa kvinnliga biroll i den filmen. MGM misslyckades med att få fram en ny bra uppföljande roll där hon skulle kunna fortsätta bygga upp sin växande popularitet, och runt 1953 fanns hon istället med i rollistan för tv-serien Make Room for Daddy. Som första fru till huvudrollskaraktären Danny Thomas fick Hagen tre Emmy Awardnomineringar, men efter tre säsonger lämnade hon serien. Hagen spelade senare Frida Daniels i The Shaggy Dog, där hon spelade tillsammans med Fred MacMurray.
Trots att hon ofta gjorde gästspel i olika TV-serier kunde hon aldrig nå tillbaka till en framgångsrik filmkarriär, utan fick under resten av sin karriär spela biroller, till exempel som vän till Bette Davis i Dead Ringer från 1964.
Under 1960-talet började Hagens hälsa försämras och hon tillbringade många år på sjukhus.
1976 kom Hagen tillbaka som skådespelare i några avsnitt av TV-serierna Starsky and Hutch och San Francisco och hon gjorde sitt sista filmframträdande 1977 i TV-filmen Alexander: The Other Side of Dawn. Hon dog 1977, 54 år gammal, av strupcancer.
Hagen har en stjärna på Hollywood Walk of Fame, för sina bidrag till filmen, vid 1502 Vine Street.

## Filmografi
- 1949 – Adams revben
- 1950 – I asfaltens djungel
- 1950 – Farlig väg
- 1951 – Kontakt med undre världen
- 1951 – Dagar utan nåd
- 1952 – Singin' in the Rain
- 1952 – Dömd utan bevis
- 1953 – Arena - lek med döden
- 1953 – Half a Hero
- 1953 – Romans i Rio
- 1955 – Silkessnöret
- 1959 – Shaggy ä'de'dude?
- 1960 – Sunrise at Campobello
- 1962 – Panic in Year Zero!
- 1964 – Vem ligger i min grav?